# Schloss Bibergau

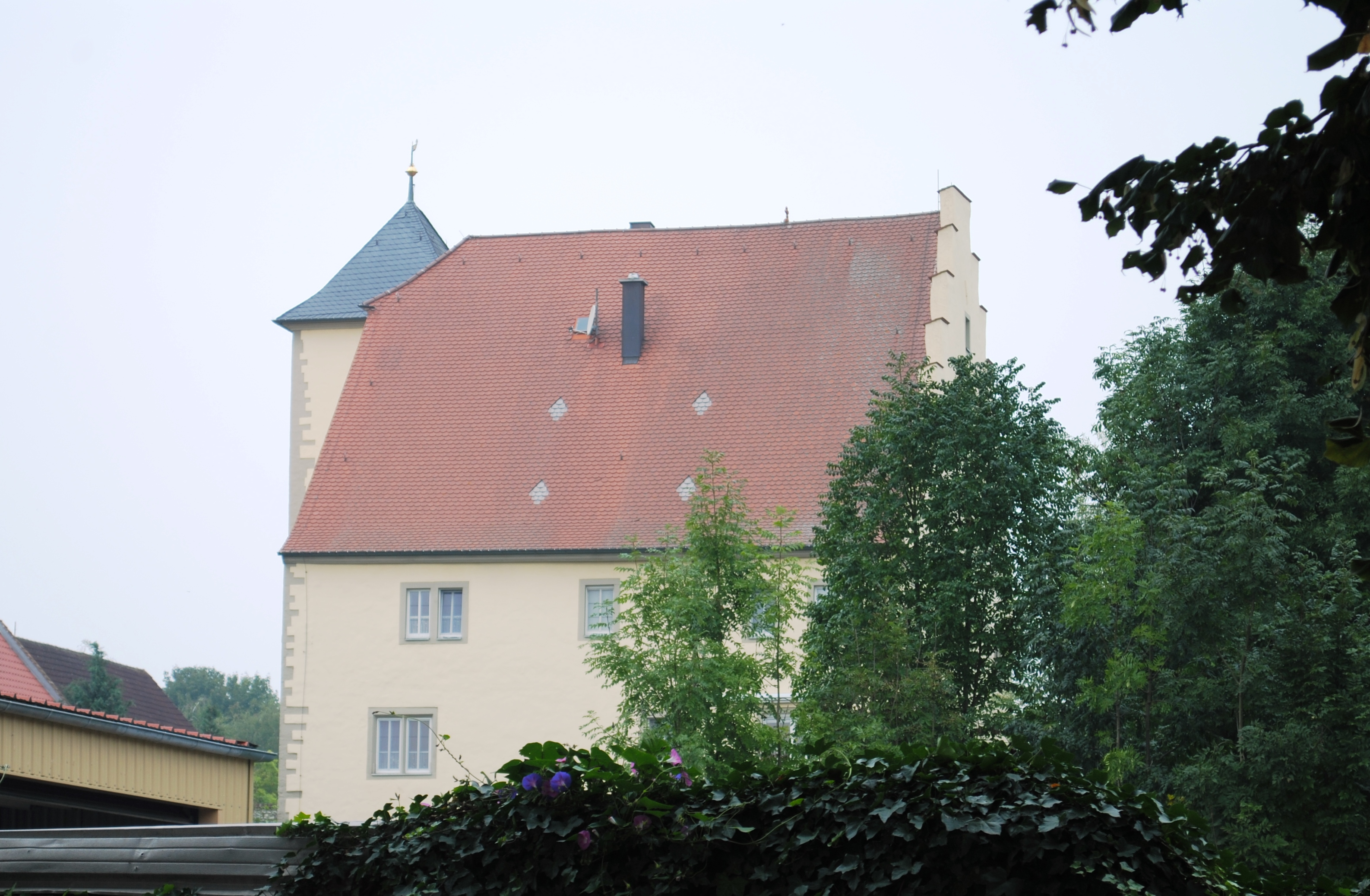
Das Schloss in Bibergau

Das Schloss Bibergau ist ein ehemaliger Adelssitz im Dettelbacher Ortsteil Bibergau im unterfränkischen Landkreis Kitzingen. Das Schloss liegt am westlichen Rande des Ortes.

## Geschichte
Anders als die meisten anderen Schlösser in Franken kann das Schloss in Bibergau nicht auf eine Geschichte zurückblicken, die bis ins Mittelalter reicht. Erst in der zweiten Hälfte des 16. Jahrhunderts entstand ein Vorgängerbau, ein Wasserschloss, an der gleichen Stelle wie die heutige Anlage. Unklar ist, wer das Schloss erbauen ließ. Als Erbauer wird der Adelige Jörg von Fronhofen vermutet, dessen Familie im Ort begütert war.
Im 16. Jahrhundert wechselte die Anlage den Besitzer. Die Fuchs von Bimbach erhielten das Schloss und errichteten die heutigen Renaissancegebäude. Im Jahr 1613 kamen die Bibergauer Besitzungen mit dem Schloss an die Herren von Seckenheim und Reinhard von Mauchenheim genannt Bechtolsheim. Ihre Familien besaßen das Schloss bis ins 20. Jahrhundert.
Im Jahr 1910 kam die Anlage an den Reichsrat Oskar von Deuster, dessen Familie 1884 geadelt worden war. Heute ist das Schloss in privaten Händen. Die oberen Geschossen sind bewohnt und es beherbergt im Untergeschoss eine Gaststätte. Das Schloss wird vom Bayerischen Landesamt für Denkmalpflege als Baudenkmal geführt, die Überreste der Vorgängerbebauung sind als Bodendenkmal eingeordnet.

## Beschreibung
Von der ursprünglich wohl größeren Anlage haben sich nur der Wohnbau und ein angebauter Turm aus dem Vorgängerschloss erhalten. Der Wohnbau ist dreigeschossig und schließt nach Norden hin mit einem Treppengiebel ab. Zwei breite Strebepfeiler an dieser Giebelseite stammen aus der Erbauungszeit und sind dem leicht nachgebenden Bodenverhältnissen geschuldet, in die das ursprüngliche „Weiherschloss“ gesetzt worden war. Die Fenster sind einfach gekehlt.
Im Süden schließt der quadratische Turm an das Gebäude an. Er hat kleine Fenster der Spätgotik und schließt mit einem Zeltdach und einem Windrichtungsgeber nach oben hin ab. Vom ehemaligen Wassergraben ist nur ein Teil im Osten erhalten, der wieder mit Wasser gefüllt ist.